# 劉楚玉
劉 楚玉（りゅう そぎょく）は、南朝宋の公主・長公主。孝武帝の娘で劉子業（前廃帝）の同母姉。母は王皇后。山陰公主。会稽長公主。
『百美新詠図伝』では、歴朝で最も名高い美人百人に選ばれている。

## 生涯
孝武帝と王皇后のあいだの第1子として生まれた。皇族女性で一番美貌であったため父帝に可愛がられたという。山陰公主に封ぜられ、何偃の子の何戢に降嫁した。弟の劉子業の即位後のある日、楚玉は子業に
「私と陛下は男女の違いはあっても、同じく先帝の子です。しかるに陛下は何万という後宮の女がありながら、私は駙馬が一人だけというのは、なんとしても不公平です」
その発言に対して子業は、姉の楚玉に愛人として30人の美男子を与え、また会稽長公主に加封した。
子業の行幸の際には、楚玉と大臣たちはみんな随従した。また子業は美男子で知られる褚淵に命じてに楚玉に10日間侍奉させた。その間、褚淵は何度も楚玉に迫られたが、命懸けで服従せず、10日後ついに釈放されて帰ってきた。
景和元年（465年）11月、楚玉の叔父である湘東王劉彧が子業を殺し、皇帝に即位した。同年11月30日（466年1月2日）、楚玉は淫乱をほしいままにした罪によって賜死となった。

## 登場作品
テレビドラマ
- 鳳囚凰 〜陰謀と裏切りの後宮〜（2018年、演：グァン・シャオトン）